# Obolony (cég)
Az Obolony (ukránul: ПАТ "Оболонь") az ukrajnai italgyártás és -forgalmazás egyik jelentős piaci szereplője. Elsősorban sört, valamint alacsony alkoholtartalmú italokat, üdítőket, helyben felszínre hozott természetes ásványvizet állít elő. Székhelye és központi gyára Kijevben van, és a cég több ezer embernek ad munkát Ukrajnában. Ez Európa egyik legnagyobb ilyen profilú ipari létesítménye.
Központi sörgyárát 1980-ban nyitották meg, cseh mérnökök közreműködésével létesítették Kijev azonos nevű kerületében. A város 3. számú sörgyárából Obolon néven 1986-ban hoztak létre egyesülést. Hivatalosan 1992-ben privatizálták és az első privatizált cég lett a függetlenné vált Ukrajna történetében. A brand márkát ukránul Оболонь-nak nevezték.
Oleksandr Slobodian, a cég vezérigazgatója és veterán munkatársa a nemzeti politikusok egyike volt a 2012-es ukrán nemzeti választásokig, képviselője volt  az Ukrán parlamentnek.
Az Obolon cégnek nyolc létesítménye van különböző ukrajnái városokban: Bershad, Festiv (Kijevi területen), Krasyliv (Hmelnickiji területen), Kolomija (Ivano-frankivszki területen), Oleksandria (Kirovohradi területen), Okhtyrka (Szumi területen), Rokytne településeken és Szevasztopolban.